# Cretobraconus antennatus
Cretobraconus antennatus är en stekelart som beskrevs av Alexandr Rasnitsyn och Michael J. Sharkey 1988. Cretobraconus antennatus ingår i släktet Cretobraconus och familjen Eoichneumonidae. Inga underarter finns listade i Catalogue of Life.